# 七子殼灰介
七子殼灰介（学名：Coquimba chitzui）为半花介科殼灰介屬下的一个种。